# Bryan (Texas)
Bryan város az USA Texas államában, Brazos megyében. Lakosainak száma 83 980 fő (2020. április 1.).

## Népesség
A település népességének változása:
| Lakosok száma | 3000 | 3589 | 4132 | 18 072 | 76 201 | 86 265 | 83 980 |
|               | 1884 | 1900 | 1910 | 1950   | 2010   | 2019   | 2020   |